# Johannes Bockenheim
Johannes Bockenheim (aussi nommé : Jean de Bockenheim) était un ecclésiastique allemand et cuisinier au service du pape Martin V. Il est l'auteur d'un manuscrit en latin intitulé : « Registrum coquine » (« Précis de cuisine »), rédigé vers 1430.

## Biographie
Johannes Bockenheim est originaire de Bockenheim. Après avoir quitté le service de cuisinier au service de Martin V à Rome, Bockenheim poursuit une carrière ecclésiastique dans les diocèses de Worms et de Mayence.